# 豐科站
豐科站（日语：／ Toyoshina eki */?）是位於長野縣安曇野市豐科，東日本旅客鐵道（JR東日本）的大糸線車站。車站編號是34。事務管碼是▲510608。
此站是安曇野市的中心車站，為特急列車停車站。但是乘車人次比穗高站和明科站少。

## 歷史
- 1915年（大正4年）
  - 1月6日：信濃鐵道（日语：信濃鉄道） 松本市站（現時：北松本站）至此站之間開通，此站啟用[2][3]。為旅客和貨物車站。
  - 4月5日：南松本站（鐵道院松本站內）至北松本站之間開通[3]，開始貨物連接運輸[2]。
- 1916年（大正5年）9月18日：南松本站與松本站合併（共構與共站），開始設有旅客連接運輸[3]。
- 1926年（大正15年）1月8日：信濃鐵道全線電氣化，旅客列車使用電動列車[3]。
- 1937年（昭和12年）6月1日：信濃鐵道被國有化，成為大糸南線[7]。
- 1957年（昭和32年）8月15日：中土站至小瀧站之間開通，全線開通並改名為大糸線[3]。
- 1960年（昭和35年）9月：松本站至信濃大町站之間的貨物列車電氣化[8]。
- 1987年（昭和62年）4月1日：伴隨國鐵分割民營化，車站由東日本旅客鐵道（JR東日本）營運[9][10]。
- 2006年（平成18年）3月27日：引入自動閘機[11]。
- 2010年（平成22年）3月：車站大樓外觀翻新為瑞士風[1]。

## 車站構造
車站是一座地面車站，設有1面2線島式月台和1線沒有月台的副本線，可進行列車交會。月台與車站大樓之間設有行人隧道連接。曾經此站設有站內平交道。
此站是直營車站和管理車站，管理梓橋站至安曇追分站之間各站。車站大樓內設有綠色窗口（營業時間:6:00 - 20:00）、自動售票機、指定席售票機、自動閘機（不可使用Suica）。

### 月台
| 月台 | 路線    | 上下行 | 方向                       |
| ---- | ------- | ------ | -------------------------- |
| 1    | ■大糸線 | 上行   | 松本、新宿方向             |
| 2    | ■大糸線 | 下行   | 信濃大町、白馬、南小谷方向 |

參考

## 使用狀況
根據「JR東日本」資料，在2019年度（令和元年度）的1日平均乘車人次為924人。
以下為近年乘車人次變化：
| 乘車人次變化       | 乘車人次變化     | 乘車人次變化    |
| 年度               | 1日平均 乘車人次 | 參考資料        |
| ------------------ | ---------------- | --------------- |
| 2000年（平成12年） | 1,304            | [ 利用客数 2 ]  |
| 2001年（平成13年） | 1,257            | [ 利用客数 3 ]  |
| 2002年（平成14年） | 1,222            | [ 利用客数 4 ]  |
| 2003年（平成15年） | 1,194            | [ 利用客数 5 ]  |
| 2004年（平成16年） | 1,180            | [ 利用客数 6 ]  |
| 2005年（平成17年） | 1,129            | [ 利用客数 7 ]  |
| 2006年（平成18年） | 1,137            | [ 利用客数 8 ]  |
| 2007年（平成19年） | 1,123            | [ 利用客数 9 ]  |
| 2008年（平成20年） | 1,093            | [ 利用客数 10 ] |
| 2009年（平成21年） | 1,029            | [ 利用客数 11 ] |
| 2010年（平成22年） | 1,103            | [ 利用客数 12 ] |
| 2011年（平成23年） | 1,089            | [ 利用客数 13 ] |
| 2012年（平成24年） | 1,046            | [ 利用客数 14 ] |
| 2013年（平成25年） | 1,006            | [ 利用客数 15 ] |
| 2014年（平成26年） | 914              | [ 利用客数 16 ] |
| 2015年（平成27年） | 940              | [ 利用客数 17 ] |
| 2016年（平成28年） | 947              | [ 利用客数 18 ] |
| 2017年（平成29年） | 964              | [ 利用客数 19 ] |
| 2018年（平成30年） | 974              | [ 利用客数 20 ] |
| 2019年（令和元年） | 924              | [ 利用客数 1 ]  |

## 車站周邊
- 安曇野市政廳（日语：安曇野市役所）本廳[1]
  - 安曇野市豐科綜合分所（前・豐科町（日语：豊科町）公所）
  - 安曇野市堀金綜合分所（前・堀金村（日语：堀金村）公所，此站轉乘的士乘坐10分鐘）
- 長野縣安曇野廳舍（日语：長野県安曇野庁舎）
- 安曇野警署（日语：安曇野警察署）[1]
- 豐科郵局（日语：豊科郵便局）
- 松本廣域消防局（日语：松本広域連合）豐科消防署
- 國道147號（日语：国道147号）
- 長野自動車道安曇野交流道
- 安曇野瑞士村（日语：安曇野スイス村）
- 安曇野市豐科鄉土博物館（日语：安曇野市豊科郷土博物館）
- 安曇野市豐科近代美術館（日语：安曇野市豊科近代美術館）[1]
- 安曇野紅十字醫院（日语：安曇野赤十字病院）[1]
- AEON豐科店
- VAIO株式會社

## 巴士路線
安曇野市營巴士（新・公共交通系統）
- 豐科田澤線（星期六、日、年尾年初暫停服務）
  - 定時定路線專用停車場 - 豐科站 - 天鵝花園前（日语：スワンガーデン安曇野） - 田澤站（早上2往返班次，黃昏2往返班次）

## 相鄰車站
東日本旅客鐵道（JR東日本）
■大糸線
- 特急「梓」停車站

□快速（只有上行1班）、■普通
南豐科（35）－豐科（34）－柏矢町（33）

## 注腳

### 使用狀況
1. 1 2  各駅の乗車人員（2019年度） （页面存档备份，存于）（日語） - 東日本旅客鐵道
2. ↑  各駅の乗車人員（2000年度） （页面存档备份，存于）（日語） - 東日本旅客鐵道
3. ↑  各駅の乗車人員（2001年度） （页面存档备份，存于）（日語） - 東日本旅客鐵道
4. ↑  各駅の乗車人員（2002年度） （页面存档备份，存于）（日語） - 東日本旅客鐵道
5. ↑  各駅の乗車人員（2003年度） （页面存档备份，存于）（日語） - 東日本旅客鐵道
6. ↑  各駅の乗車人員（2004年度） （页面存档备份，存于）（日語） - 東日本旅客鐵道
7. ↑  各駅の乗車人員（2005年度） （页面存档备份，存于）（日語） - 東日本旅客鐵道
8. ↑  各駅の乗車人員（2006年度） （页面存档备份，存于）（日語） - 東日本旅客鐵道
9. ↑  各駅の乗車人員（2007年度） （页面存档备份，存于）（日語） - 東日本旅客鐵道
10. ↑  各駅の乗車人員（2008年度） （页面存档备份，存于）（日語） - 東日本旅客鐵道
11. ↑  各駅の乗車人員（2009年度） （页面存档备份，存于）（日語） - 東日本旅客鐵道
12. ↑  各駅の乗車人員（2010年度） （页面存档备份，存于）（日語） - 東日本旅客鐵道
13. ↑  各駅の乗車人員（2011年度） （页面存档备份，存于）（日語） - 東日本旅客鐵道
14. ↑  各駅の乗車人員（2012年度） （页面存档备份，存于）（日語） - 東日本旅客鐵道
15. ↑  各駅の乗車人員（2013年度） （页面存档备份，存于）（日語） - 東日本旅客鐵道
16. ↑  各駅の乗車人員（2014年度） （页面存档备份，存于）（日語） - 東日本旅客鐵道
17. ↑  各駅の乗車人員（2015年度） （页面存档备份，存于）（日語） - 東日本旅客鐵道
18. ↑  各駅の乗車人員（2016年度） （页面存档备份，存于）（日語） - 東日本旅客鐵道
19. ↑  各駅の乗車人員（2017年度） （页面存档备份，存于）（日語） - 東日本旅客鐵道
20. ↑  各駅の乗車人員（2018年度） （页面存档备份，存于）（日語） - 東日本旅客鐵道

## 外部連結
- 車站資訊（豐科）：東日本旅客鐵道（日語）